# Göta landsväg

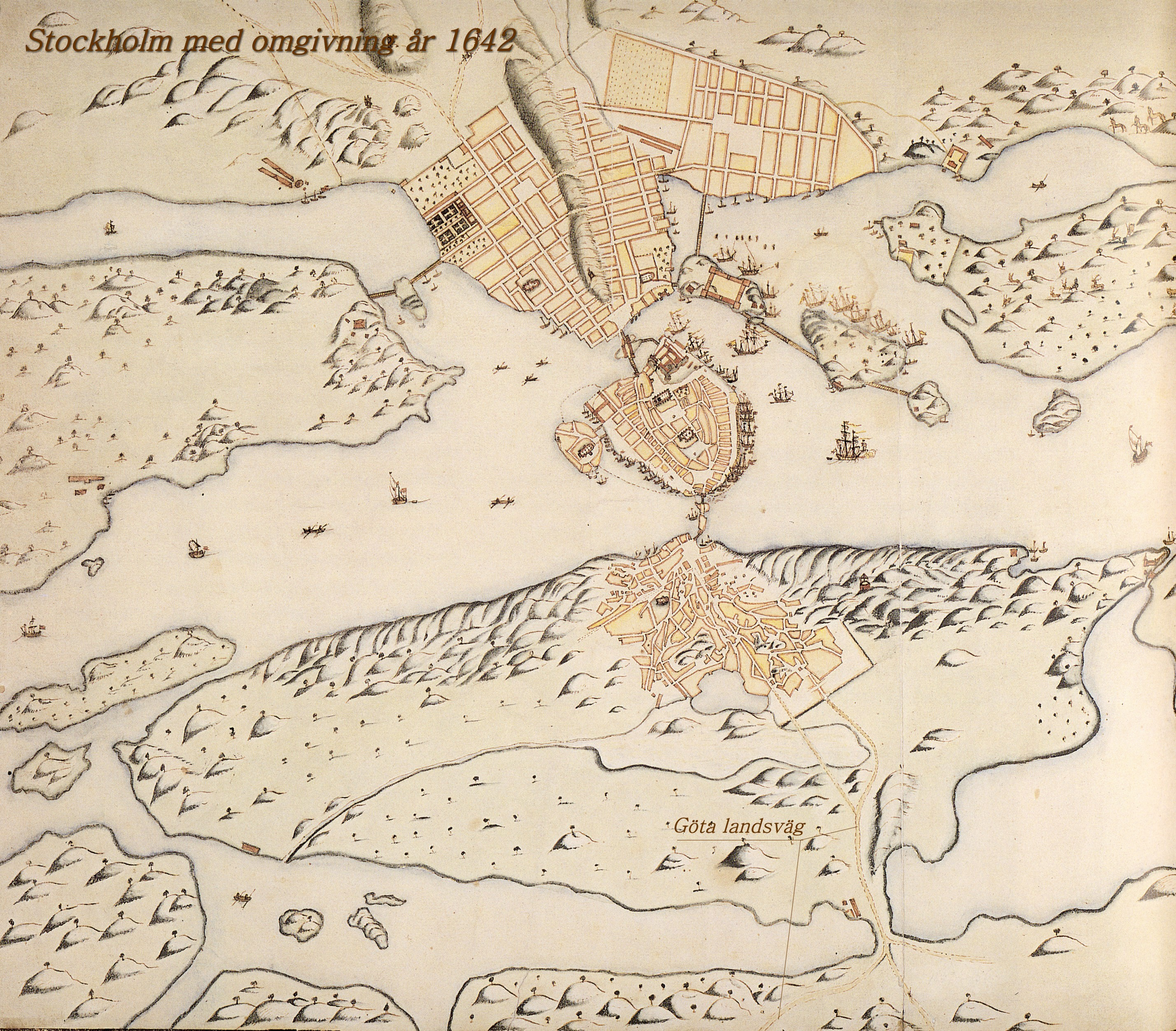
Stockholm 1642, als der Göta landsväg die einzige Verbindung nach Süden war

Göta landsväg oder Gamla Göta landsväg (deutsch Alte Göta-Landstraße) war eine mittelalterliche Wegverbindung von Stockholm nach Süden.

## Geschichte

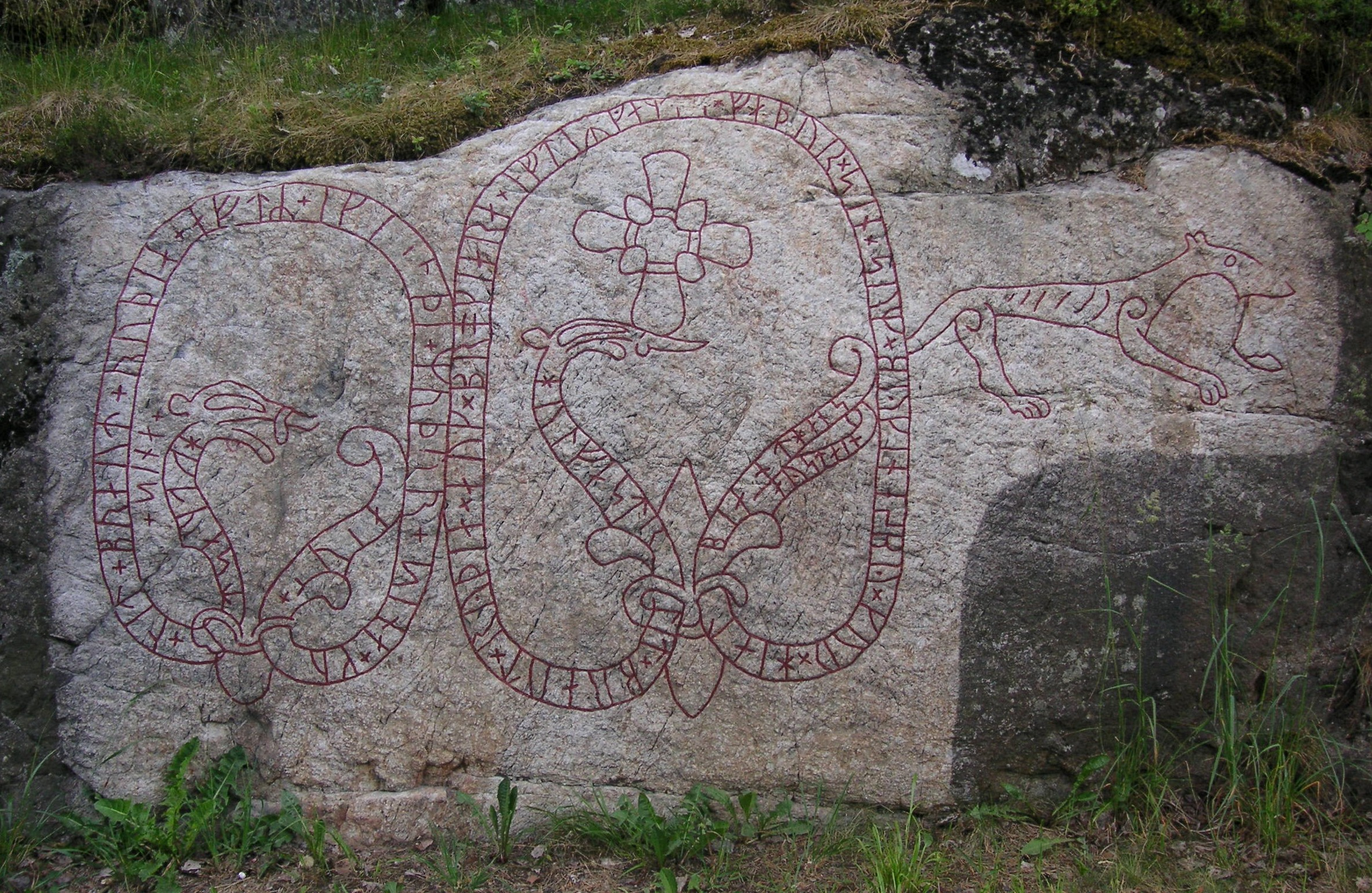
Holmfastristningen

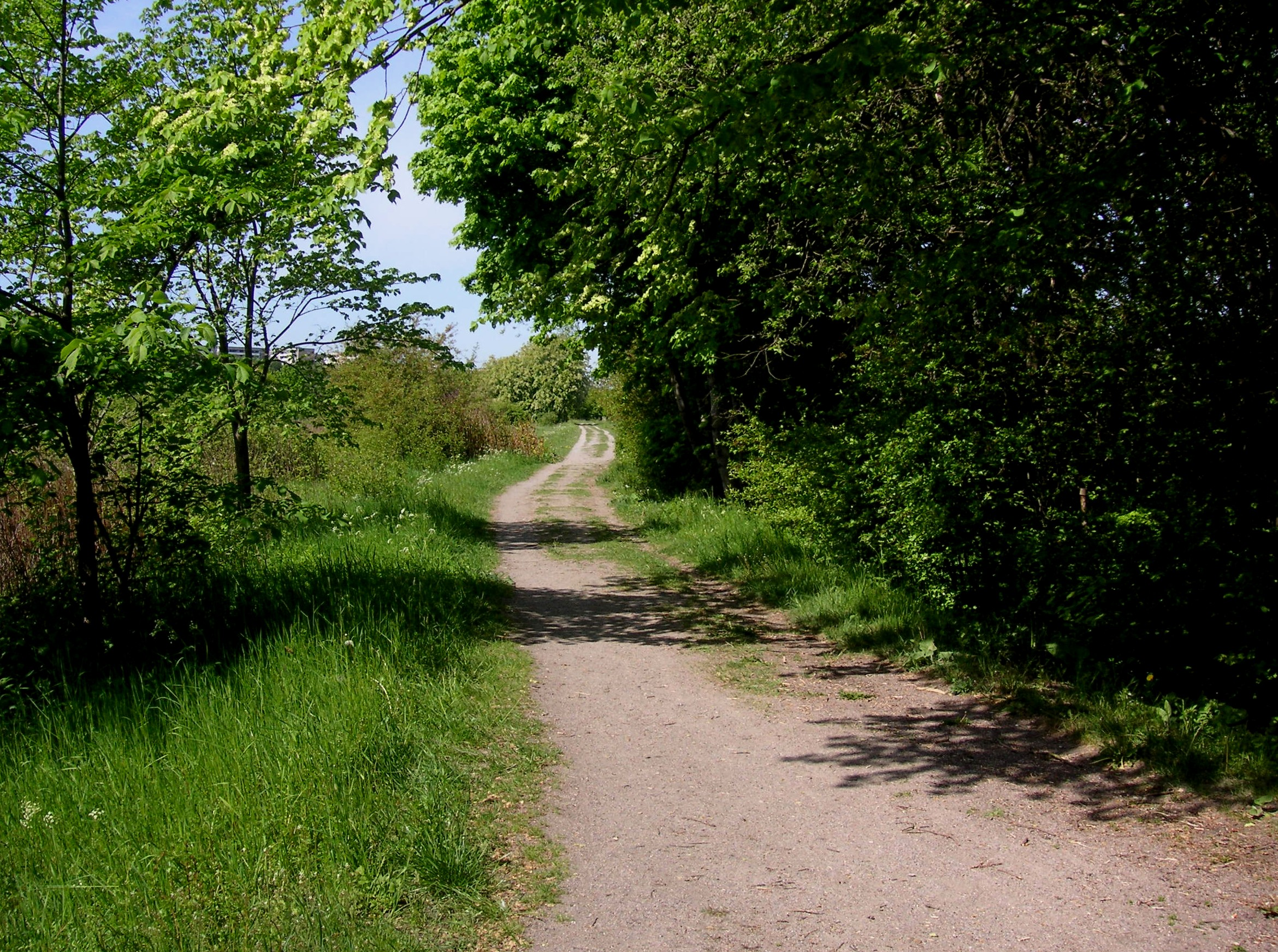
Göta landsväg auf dem Årstafältet im Jahr 2008

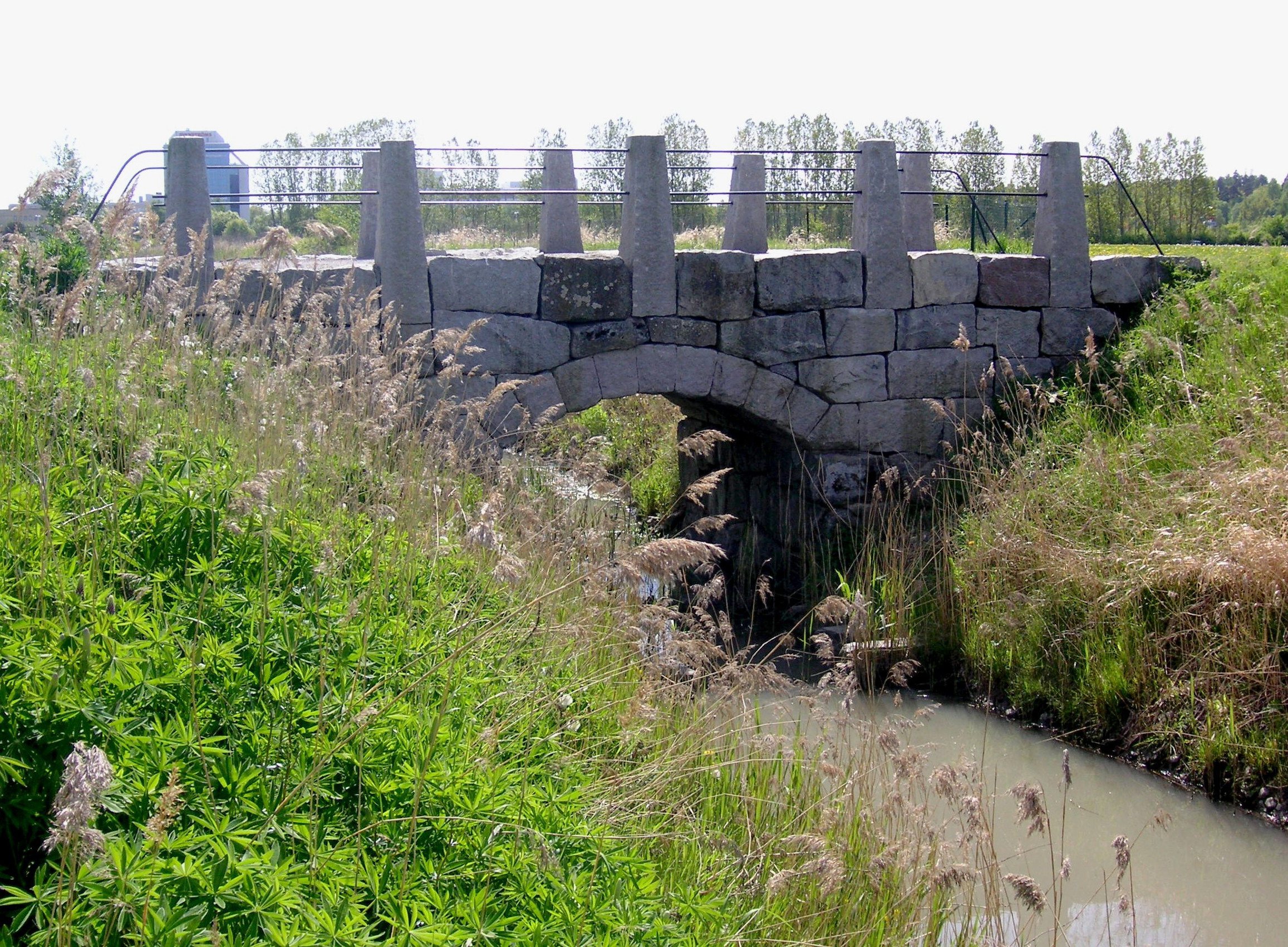
Steinbogenbrücke auf dem Årstafältet im Jahr 2008

Im 16. Jahrhundert war der Göta landsväg die einzig existierende Landstraße, um von Stockholm aus nach Süden zu reisen. Diese Wegverbindung hatte Vorläufer bis zurück ins Mittelalter (in Skandinavien ca. 1100 bis 1500 n. Chr.) und vermutlich war hier schon zur Bronzezeit (in Skandinavien ca. 1800 bis 550 v. Chr.), lange bevor Stockholm existierte, ein Weg entstanden. 
Nach Süden verlief die Landstraße beginnend in der Altstadt von Stockholm Gamla Stan entlang der heutigen Västerlånggatan. Sie durchquerte Södermalm entlang der heutigen Götgatan und verlief dann via Årsta, das Årstafältet, durch die südlichen Gemeinden Huddinge, Botkyrka und Salem nach Södertälje. Von dort streckte sie sich durch Södermanland nach Götaland (heutiges Östergötland, Småland und das damals dänische Schonen). Der Göta landsväg verlor seine Bedeutung als Hauptverbindung nach Süden im Jahre 1670, als die Neue Landstraße, später auch Södertäljevägen genannt, eröffnet wurde.
Auf dieser wichtigen Wegverbindung reiste unter anderem im Herbst 1654 Christina von Schweden auf ihrer Reise nach Rom und am Abend des Mittsommertages 1634 führte man hier die sterblichen Überreste von Gustav II. Adolf zurück nach Stockholm. Nach Berechnungen passierten im Mittelalter ungefähr 800 Reisende jährlich den Sund bei Flottsbro in Botkyrka. Im Jahr 2007 fuhren ca. 90.000 Fahrzeuge täglich auf der Europastraße E4 an derselben Stelle vorbei.
Heute sind nur wenige Reste dieser historischen Landstraße erhalten. Auf dem Årstafältet, einer Grünanlage südlich von Stockholm, sind ca. 900 Meter durch die Jahrhunderte hindurch bewahrt geblieben und 1998 restauriert und eine Steinbogenbrücke rekonstruiert worden. Dieses Teilstück steht unter Denkmalschutz.
Südwestlich von Södertälje verliert sich die Spur des Göta landsväg, neuere Infrastrukturen und Siedlungen haben die Landschaft stark verändert. In Södertälje gibt es jedoch mit dem Runenstein (Holmfastristningen) aus dem Jahre 1000 n. Chr. einen Anhaltspunkt, dass hier aller Wahrscheinlichkeit nach ein Vorgänger des Göta landsväg vorbeilief. Der Runentext ist direkt in den Fels geschlagen und sagt aus, dass „Holmfast diesen Weg anlegte und eine Brücke baute, Gott helfe seinem Geist“.
Eine Landstraße muss unterhalten werden, um nicht zu verfallen. Das mussten König Karl IX. und seine Frau Christine erfahren, als sie 1604 auf dem Göta landsväg nach Södertälje fuhren. Der Weg war so schlecht, dass ihre Kutsche mehrfach stecken blieb und umzustürzen drohte. In einem Brief befahl daraufhin der König, dass der Weg von denjenigen unterhalten werden müsse, die am nächsten wohnten. Diese Regel wurde allmählich für die Landstraßen im ganzen Schwedischen Reich durchgesetzt.